# عرب راقصون
عرب راقصون (بالعبرية: ערבים רוקדים) هو فيلم دراما تم إنتاجه في إسرائيل وصدر في سنة 2014. الفيلم من كتابة سيد قشوع.

## الميزانية والإيرادات
حقق إيرادات تقدر بـ 281,540 دولار.

## وصلات خارجية
- عرب راقصون على موقع IMDb (الإنجليزية)
- عرب راقصون على موقع ميتاكريتيك (الإنجليزية)
- عرب راقصون على موقع روتن توميتوز (الإنجليزية)
- عرب راقصون على موقع ألو سيني (الفرنسية)
- عرب راقصون على موقع أول موفي (الإنجليزية)
- عرب راقصون على موقع بوكس أوفيس موجو (الإنجليزية)
- عرب راقصون على موقع فيلمافينيتي (الإسبانية)
- عرب راقصون على موقع قاعدة بيانات الفيلم (الإنجليزية)
- عرب راقصون على موقع ليتربوكسد (الإنجليزية)
- عرب راقصون على موقع كينوبويسك (الروسية)